# 国際緊急経済権限法
国際緊急経済権限法（こくさいきんきゅうけいざいけんげんほう、若しくは、国際非常時経済権限法　英語: INTERNATIONAL EMERGENCY ECONOMIC POWERS ACT、略称: IEEPA）とは、1977年10月28日より施行されたアメリカ合衆国の法律。合衆国法典第50編第35章§§1701-1707により規定されている。

## 概要
安全保障・外交政策・経済に対する異例かつ重大な脅威に対し、非常事態宣言後、金融制裁にて、その脅威に対処する。具体的には、攻撃を企む外国の組織もしくは外国人の資産没収（米国の司法権の対象となる資産）、外国為替取引・通貨及び有価証券の輸出入の規制・禁止などである。

## 適用されている人物及び団体[2]
- 1994年 - 大量破壊兵器拡散に従事及び支援する人物
- 1995年 - 国際的な麻薬運搬に関わる人物
- 1995年 - 中東和平プロセスを弱体化させると脅迫するテロリスト
- 2001年 - 西バルカンとマケドニアの過激派
- 2001年 - アルカーイダへの支援を約束せよと脅迫する人物、及びテロ関連会社
- 2003年 - 旧イラクのバアス党の元職員
- 2004年 - リベリアのチャールズ・テーラー元大統領の関係者、及び不法にリベリア資産を枯渇させた人物
- 2006年 - コートジボワールにおける紛争を増長させる人物
- 2006年 - コンゴ民主共和国における紛争を増長させる人物
- 2007年 - イラクの安定化努力を暴力を以って脅かす人物
- 2011年 - 国外の著しい犯罪組織とその関係者
  - 日本の組織、または日本人で大統領令13581に基づく制裁対象となっているのは、殆どが指定暴力団とその関係者である。最初に適用されたのは、2012年2月23日に指定暴力団・山口組と、同組組長・司忍こと篠田建市と、同組若頭・髙山清司である[3]。
  - 2012年9月27日に指定暴力団・住吉会と、同会総裁・西口茂男と、同会会長・福田晴瞭に適用された[4][5]。
  - 2013年1月23日に指定暴力団・稲川会と、同会会長・清田次郎こと辛炳圭と、同会理事長・内堀和也に適用された[6]。
  - 2013年12月19日に、山口組総本部長・入江禎、同組筆頭若頭補佐・橋本弘文こと姜弘文、同組若頭補佐・正木年男こと朴年男、同組顧問・石田章六こと朴泰俊の4名に追加適用された[7]。
  - 2013年7月2日に、指定暴力団・工藤會と、同会総裁・野村悟と、同会会長・田上文雄に適用された[8]。
  - 2015年4月21日に、山口組系弘道会と、同会会長・竹内照明に適用された[9]。
  - 2015年12月9日に、後藤組元組長の後藤忠政に適用された[10]。
  - 2016年12月30日に、指定暴力団・神戸山口組と、傘下の山健組、神戸山口組組長・井上邦雄、同組舎弟頭・池田孝志、若頭・寺岡修に適用された[11]。
  - 2018年10月2日に、山口組関連企業である株式会社山輝と東洋信用実業の2社と、山口組本部長・森尾卯太男と、同組若頭補佐の津田力と高木康男、山口組系伊豆組相談役・光安克明の4名に追加適用された[12]。
- 2011年 - 旧リビアのカダフィ政権の元関係者

## 適用国[2]
- イラン（1979年-、イランアメリカ大使館人質事件とその後の支援行為により）
- シリア（2004年-、テロリズムの支援の為、またその後の人権侵害の為）
- ベラルーシ（2006年-、民主主義的な制度弱体化の為）
- 北朝鮮（2008年-、兵器利用可能な核分裂性物質の拡散の危険性の為）
- ジンバブエ（2003年-、民主主義制度を損なった為）
- ロシア（2016年-、ウクライナ・クリミア地域へのロシア連邦軍の派遣による等）大統領令13660 大統領令13661 大統領令13662[13]

## 過去の適用国
- ニカラグア（1985年-1990年）
- 南アフリカ（1985年-1991年、アパルトヘイトの為）
- リビア（1986年-2004年、テロリズム支援の為）
- ハイチ（1991年-1994年）
- イラク（1990年-2004年、クウェート侵攻）
- クウェート（1990年-1991年、イラク占領期間）
- セルビア・モンテネグロ（1992年-2003年、セルビア人民族主義者グループを後援）
- アンゴラ全面独立民族同盟（1993年-2003年、国際連合平和維持活動への干渉）
- パナマ（1988年-1990年、マヌエル・ノリエガ軍事クーデター）
- ミャンマー（1997年-2016年、民主主義的活動の抑圧）
- スーダン（1997年-2017年、人権侵害やテロリズム支援の為）
- ロシア（2000年-2012年、兵器利用可能なウランの輸出防止の為）
- リベリア（2001年-2004年）
- シエラレオネ（2001年-2004年、人権侵害の為）

## 米中貿易戦争での使用可能性
2019年米中貿易戦争に関し、ドナルド・トランプ大統領は中国の対米報復関税に対し、国際緊急経済権限法に基づき、強制的に米企業の中国撤退を求める権限があると言及したが、実際にそれを行使するかどうかは未決定。